# Vistex
Vistex ist ein 1999 gegründetes US-amerikanisches Technologieunternehmen mit Sitz in Hoffman Estates, IL, das sich auf dem Markt für ERP-Software bewegt.
Laut Angaben der India Times von Anfang 2024 beschäftigt das Unternehmen rund 1600 Menschen, die zusammen einen Umsatz von 300 Mio. US-Dollar erwirtschafteten. Das Unternehmen verfügt über Standorte in Nord- und Lateinamerika, Europa, dem Nahen Osten und Afrika, Asia sowie Australien und zählt u. a. Coca Cola, GE, Dell, Siemens, Adobe, Bayer, Yamaha, Sony, Nvidia, HP und Cisco zu den Kunden.
Gründer und Geschäftsführer Sanjay Shah starb im Januar 2024 durch einen Unfall im Rahmen der Unternehmensfeierlichkeiten zum 25-jährigen Bestehen.